# Anthrenus kabateki
Anthrenus kabateki – gatunek chrząszcza z rodziny skórnikowatych i podrodziny Megatominae.
Gatunek ten opisany został w 2014 roku przez Jiříego Hávę, który jako miejsce typowe wskazał Saguia el Hamra na północ od As-Samara. Znany tylko holotypowy samiec.
Chrząszcz o owalnym ciele długości 1,9 mm i szerokości 1,3 mm. Głowa pokryta mlecznej barwy łuskami i opatrzona 11-członowymi, ciemnobrązowymi czułkami o podłużno-owalnej buławce. Na przedpleczu i pokrywach obecne wyłącznie mleczne łuski, natomiast na spodzie ciała także, mniej liczne, żółte oraz kropki łusek czarniawych. Pygidium brązowe i brązowo owłosione.
Owad znany z wyłącznie z Sahary Zachodniej.